# 幾島
幾島（いくしま、文化5年6月18日（1808年7月11日） - 明治3年4月26日（1870年5月26日）は、江戸幕府13代将軍・徳川家定の正室・篤姫（天璋院）付きの御年寄。名字は朝倉、名は糸。父は薩摩藩御側用人の朝倉孫十郎景矩。母は久保田藩士、阿比留軍吾の娘・民。

## 略歴
藤田と名乗り、島津斉宣の娘で近衛忠煕に嫁いだ郁姫付きの上臈として、ともに京都の近衛邸で過ごした。嘉永3年3月29日（1850年5月10日）に郁姫が亡くなると出家して得浄院と号し、忠煕に仕えながら郁姫の菩提を弔っていた。
その後、薩摩藩主・島津斉彬の養女・篤姫（島津篤子）を忠煕の養女として徳川家定に嫁がせる事が決まり、幾島と改名して篤姫付きとなり、大奥に入るまでの間は教育係などを受け持っていた。その後、近衛家の家士今大路孝由の養女として篤姫と共に大奥に入ったという。大奥では、江戸城と薩摩藩との情報連絡役としても活動し、西郷隆盛を通して江戸藩邸の奥老女小ノ島と連絡をとりあい、将軍継嗣問題や薩摩藩との連携の際に重要な役目を果たした。
なお幾島の家元は後に今大路氏から島津氏に変わっている。元治元年（1864年）に体調を崩す。翌年までは大奥での所在を確認できる。後に大奥を隠退するが、慶応4年（1868年）大奥に戻って戊辰戦争の際に天璋院（篤姫）の使者として討幕派の薩摩軍に交渉に出向き、江戸無血開城にも尽力したとされる。
明治維新から2年後の明治3年4月26日（1870年5月26日）に63歳で東京にて死去。島津家菩提寺である大圓寺（東京）に葬られた。なお、幾島招魂碑は弟が建立し、鹿児島の朝倉家墓地にある。

## 補足
幾島は公家の養女として大奥入りしながらも、上臈ではなく御年寄の職に就いていた。上臈は例外もあるが、基本的には権力を持たず、御年寄が大奥を取り仕切り、強い権力を持つため、それが所以であると考えられる。なお、奥女中分限帳の篤姫付き女中の一覧には、幾島の名は存在しない。代わりに「つぼね（局）」という御年寄の名が記されており、このつぼねは今大路孝由に所縁のある女中とされていることから幾島であろうと推定される。
幾島の出自・生没年や埋葬地は従来不明とされてきたが、2008年、鹿児島市の唐湊墓地にある幾島招魂墓を調査し（朝倉家子孫はその墓の存在を知っていたが調査はしていなかった）、墓の刻銘から生没年などが判明した。なお、同墓の刻銘に、幾島とは別の生没年（文化7年（1810年）生、明治11年（1878年）没）も記されていたが、これは招魂碑を建立した幾島の弟・朝倉景春の生没年と推定される。

## 幾島が登場した作品
テレビドラマ
- 大奥（1968年・関西テレビ　演：鳳八千代）　※役名は「霧島」
- 大奥（1983年・関西テレビ　演：中村メイコ）　※役名は「園島」（おその）
- 花の生涯 井伊大老と桜田門（1988年・テレビ東京　新春ワイド時代劇　演：谷口香）
- 翔ぶが如く（1990年・NHK大河ドラマ　演：樹木希林）
- 篤姫（2008年・NHK大河ドラマ　演：松坂慶子）
- 西郷どん（2018年・NHK大河ドラマ　演：南野陽子）　※当初は斉藤由貴の予定だったが辞退[3]

漫画
- 『大奥』（よしながふみ）